# 德累斯顿卡尔·马利亚·冯·韦伯音乐学院

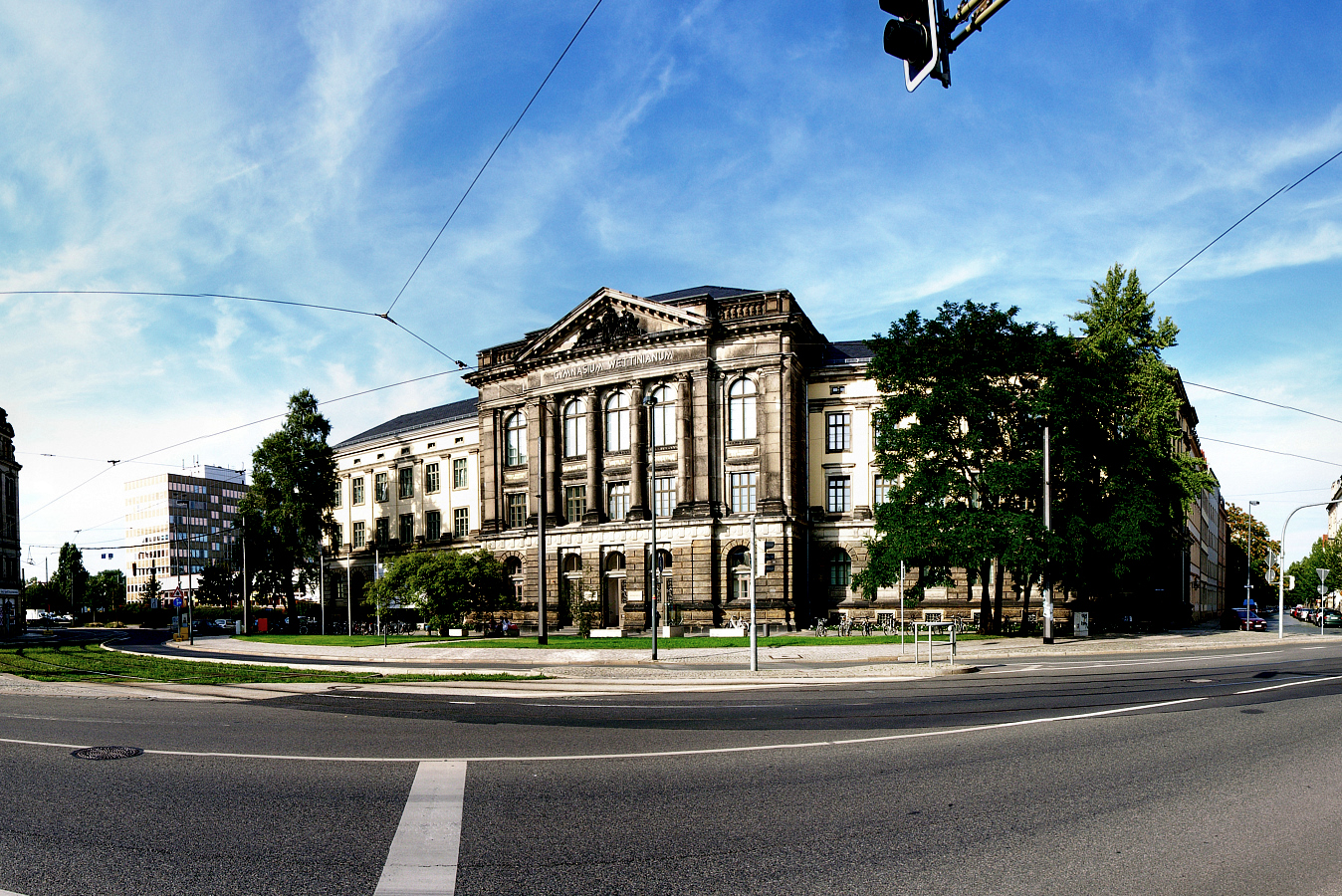
学校主楼（2007年）

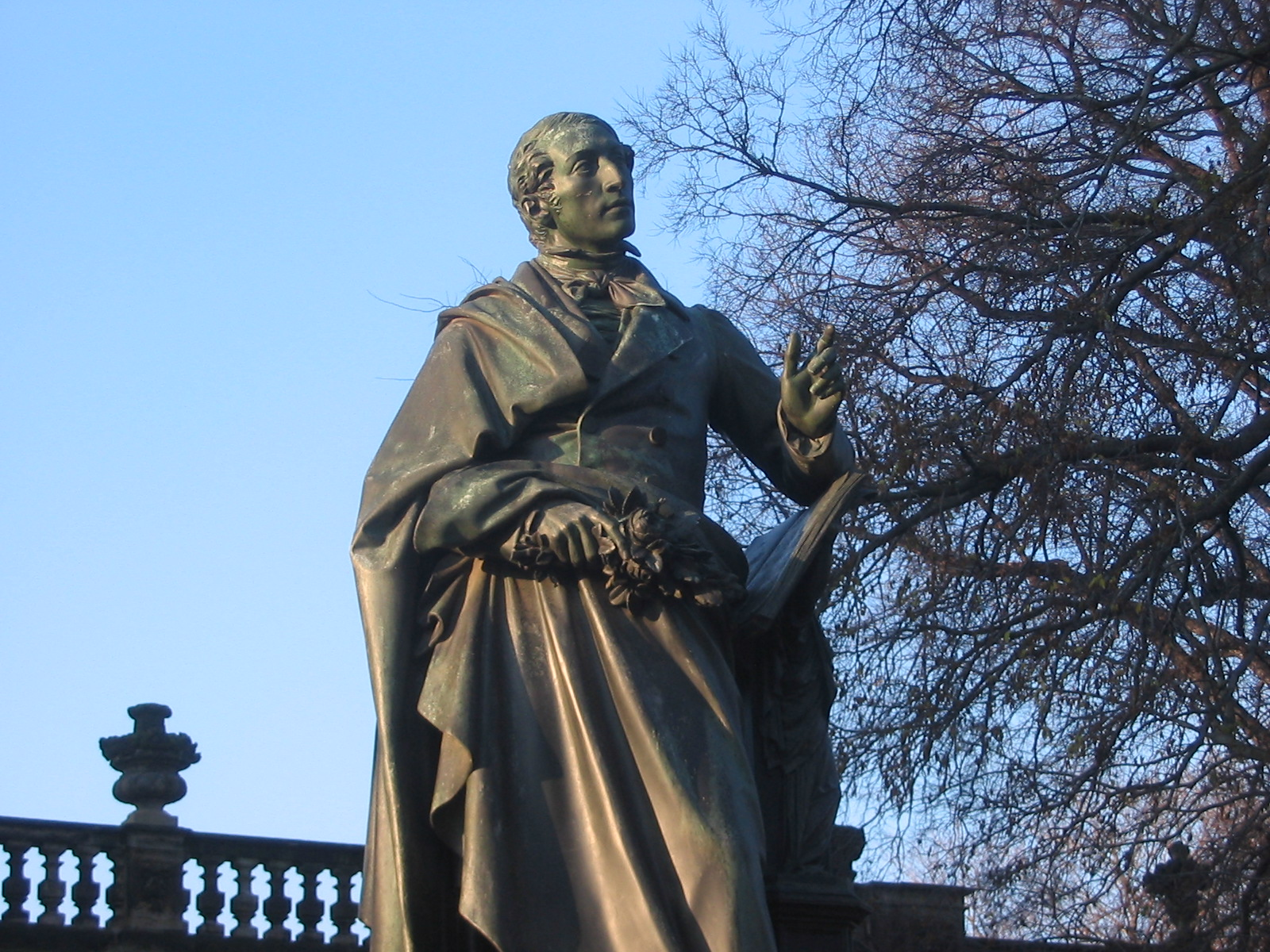
卡尔·马利亚·冯·韦伯的雕像

德累斯顿卡尔·马利亚·冯·韦伯音乐学院（Hochschule für Musik Carl Maria von Weber Dresden），是位于德国德累斯顿的一所音乐学院。

## 简介
该校成立于1856年2月1日，由弗朗西斯科·莫尔拉齐、卡尔·马利亚·冯·韦伯和理查德·瓦格纳等人提议下创建，是德国最古老的音乐学院之一。1881年至1918年学校由皇家赞助，1937年起转为公立，1959年后以音乐家冯·韦伯的名字命名学校。
学校开设管弦乐器、声乐、钢琴、指挥、作曲、音乐理论、伴奏、流行音乐、爵士、摇滚等专业，尤其以管弦乐器和声乐为重点，和森柏歌剧院、德累斯顿国家管弦乐团、德累斯顿爱乐乐团等演出团体有紧密的合作。

## 知名校友和讲师
- 鲍里斯·布拉黑尔
- 费利克斯·德莱塞克
- 弗拉基米尔·米哈伊洛维奇·尤洛夫斯基
- 赫伯特·科格
- 卡尔·李希特